# Lagunillas, San Luis Potosí
Lagunillas là một đô thị thuộc bang San Luis Potosí, México. Năm 2005, dân số của đô thị này là 5647 người.